# Seedorf (Uri)
Pour les articles homonymes, voir Seedorf.
Seedorf est une commune suisse du canton d'Uri.

## Géographie

Vue aérienne (1957)

Selon l'Office fédéral de la statistique, Seedorf mesure 15,47 km2.

## Démographie
Selon l'Office fédéral de la statistique, Seedorf compte 1 627 habitants en 2008. Sa densité de population atteint 105 hab./km2.
Le graphique suivant résume l'évolution de la population de Seedorf entre 1850 et 2008 :

## Monuments et curiosités
La commune compte sur son territoire une abbaye dédiée à saint Lazare ainsi qu'un château, tous deux inscrits comme biens culturels d'importance nationale.